# ناحیه دیره اسماعیل خان
ناحیه دیره اسماعیل خان (به انگلیسی: Dera Ismail Khan District)(به پشتو: ډېره اسماعیل خان ولسوالۍ) یک ناحیه در پاکستان است که در خیبر پختونخوا واقع شده‌است. ناحیه دیره اسماعیل خان ۷٬۳۲۶ کیلومتر مربع مساحت و ۱٬۶۲۷٬۱۳۲ نفر جمعیت دارد.